# Klamer Island
Klamer Island (englisch; bulgarisch остров Кламер ostrow Klamer, deutsch ‚Büroklammerinsel‘) ist eine felsige, in südwest-nordöstlicher Ausrichtung 520 m lange und 150 m breite Insel in der Gruppe der Vedel-Inseln im Wilhelm-Archipel vor der Graham-Küste des Grahamlands auf der Antarktischen Halbinsel. Sie liegt 6,12 km nordwestlich der Petermann-Insel, 40 m nordwestlich von Kamera Island und 436 m südlich von Bager Island.
Britische Wissenschaftler kartierten sie 2001. Die bulgarische Kommission für Antarktische Geographische Namen benannte sie 2020 deskriptiv, da ihre Form entfernt an eine Büroklammer erinnert.